# سکو مارا
سکو مارا (انگلیسی: Sékou Mara؛ زادهٔ ۳۰ ژوئیهٔ ۲۰۰۲) بازیکن فوتبال اهل فرانسه است.
از باشگاه‌هایی که در آن بازی کرده‌است می‌توان به باشگاه فوتبال بوردو اشاره کرد.
وی همچنین در تیم‌های ملی فوتبال زیر ۱۷ سال فرانسه، زیر ۲۰ سال فرانسه، و زیر ۲۱ سال فرانسه بازی کرده‌است.

## زندگی شخصی
مارا که در فرانسه به دنیا آمده‌است، اصالتی فرانسوی و سنگالی دارد. مادرش آدری کرسپو مارا، روزنامه‌نگار و مجری تلویزیونی فرانسوی و پدرش آلیو مارا، یک کارآفرین سنگالی است.